# Lasiocala faillei
Lasiocala faillei är en skalbaggsart som beskrevs av Soula 2006. Lasiocala faillei ingår i släktet Lasiocala och familjen Rutelidae. Inga underarter finns listade i Catalogue of Life.